# Гиричев, Георгий Васильевич
Георгий Васильевич Гиричев (род. 13 января 1947 года, Москва, СССР) – советский и российский учёный в области физической химии, специалист в области строения молекул, основоположник ивановской школы электронографии. Заслуженный работник высшей школы РФ, почетный работник высшего профессионального образования РФ, действительный член РАЕН. Иностранный член Норвежской академии наук. 

## Биография
Георгий Васильевич Гиричев родился 13 января 1947 года в Москве. Воспитывался матерью Зоей Федоровной Гиричевой (1917 г.р.), по специальности зоотехником.
По месту жительства окончил Углецкую 7-летнюю школу в деревне Сошники Вичугского района Ивановской области. Для продолжения образования переехал к родственникам в Иваново, где в 1965 году окончил 11-летнюю школу №53.
Параллельно с учёбой активно занимался спортом: в составе сборной Ивановской области стал чемпионом СССР по волейболу среди юношей.
После окончания школы Г.В. Гиричев поступает в ИХТИ. Активно интересуется наукой, что приводит его в исследовательскую группу д.х.н., проф. К.С. Краснова, который становится его научным руководителем. Здесь же он знакомится с Ниной Глазковой, вскоре ставшей его женой.
Во время учёбы на 2 и 3 курсе в составе летних стройотрядов работал бетонщиком в Актюбинской области, обустраивая целинные совхозы.
Г.В. Гиричев заканчивает институт в 1970 году, получив диплом инженера химика-технолога по специальности «Химическая технология электровакуумных материалов». Некоторое время после окончания института продолжал заниматься спортом: с 1970 по 1976 годы был капитаном мужской сборной Ивановской области по волейболу. Тем не менее, основные усилия Георгий Васильевич концентрирует в направлении науки.
В 1970 году он остается на научной работе  на кафедре физической и коллоидной химии ИХТИ в должности младшего научного сотрудника в составе группы К.С. Краснова. 
В том же году К.С. Краснов отправляет Г.В. Гиричева на 3-хмесячную стажировку в Москву в группу газовой электронографии (ГЭ) химического факультета МГУ, чтобы перенимать опыт у таких ученых, как Виктор Павлович Спиридонов, Николай Георгиевич Рамбиди, Евгений Зотикович Засорин, Лев Васильевич Вилков. За время стажировки Г.В. Гиричев зарекомендовал себя как грамотный специалист, целеустремленный, инициативный и трудолюбивый научный сотрудник, проявивший талант экспериментатора.
Это обстоятельство, а также то, что МГУ незадолго до этого получил новый электронограф вертикальной конструкции серийного производства с Сумского завода, позволило МГУ передать ИХТИ в группу К.С. Краснова прежний прибор – один из двух первых в СССР газовых электронографов, разработанных группой ученых из МГУ и ИВТ АН СССР, предназначенный для исследования структуры свободных молекул методом дифракции электронов. 
Благодаря своему опыту и инженерной подготовке Георгий Васильевич не только смог запустить прибор в работу на новом месте, но и существенно его усовершенствовал. Первый эксперимент (получение электронограммы молекулы ZrI4) была выполнена Георгием Васильевичем 31 декабря 1971 года. Эта дата считается датой рождения ивановской лаборатории газовой электронографии.

Д.х.н., проф. Г.В. Гиричев со студентами ИГХТУ

27 июня 1974 году Г.В. Гиричев успешно защищает диссертацию на соискание ученой степени кандидата химических наук по теме: «Электронографическое исследование молекул тетрабромидов и тетраиодидов титана, циркония и гафния» (научные руководители К.С. Краснов, В.П. Спиридонов, Е.З. Засорин).
После защиты кандидатской диссертации начинает параллельно заниматься преподавательской работой. Он работает на кафедре физической и коллоидной химии ИХТИ ассистентом (1975-1977) и старшим преподавателем (1977-1980).
В 1980 году он начинает работать доцентом на кафедре физики ИХТИ.
В 1990 году в МГУ имени М.В. Ломоносова Г.В. Гиричев защищает диссертацию на соискание ученой степени доктора химических наук по теме: «Высокотемпературная электронография паров со сложным составом» . Благодаря проделанной работе, итогом которой стала докторская диссертация Г.В. Гиричева, стало возможным исследование насыщенных и перегретых паров, изучение термостабильности соединений, осуществление направленного синтеза нужного вещества непосредственно в ходе эксперимента, а также прямое структурное исследование радикалов. 
Эти возможности обеспечиваются работой уникального комплекса оборудования, ориентированного на исследования в диапазоне температур 0 – 1300 °С, являющимся наиболее мощным из нескольких имеющихся в мире комплексов аппаратуры для проведения синхронного электронографического и масс-спектрометрического эксперимента, а также слаженной работой коллектива лаборатории.

Не раз замечал и замечаю, как разносторонний опыт, приобретённый за годы обучения и работы под руководством Георгия Васильевича, помогает не только в решении конкретных научных задач, но и других жизненных вопросов. С радостью и благодарностью вспоминаю атмосферу, созданную им в лаборатории, когда можно всегда и ко всем обратиться за советом и быть уверенным в том, что получишь не формальный ответ, а настоящую дружескую помощь.— к.х.н. Арсений Андреевич Отлётов, с.н.с. группы квантово-химических расчетов ФИЦ ХФ им. Н.Н. Семенова РАН
В 1992 году Георгию Васильевичу Гиричеву присвоено ученое звание профессора по кафедре физики. 
С 1989 года по настоящее время – заведующий кафедрой физики ИХТИ (ныне ИГХТУ).

## Научная работа
С момента основания ивановской лаборатории газовой электронографии под руководством проф. Г. В. Гиричева изучены различные классы соединений, начиная с галогенидов практически всех металлов, гидроксидов щелочных металлов, солей оксикислот, и заканчивая комплексами металлов с органическими лигандами. На ивановскую лабораторию электронографии приходится около одной трети всех исследованных в мире неорганических молекул, требующих высоких температур эксперимента.
Исследовательская лаборатория Г.В. Гиричева сотрудничает с научно-исследовательскими группами МГУ имени М.В. Ломоносова, РХТУ им. Д.И. Менделеева, Санкт-Петербургского государственного технологического института (ТУ), ИвГУ, Университета Исландии, университетов Зальцбурга (Австрия), Тюбингена и Билефельда (Германия), Осло (Норвегия), Антверпена (Бельгия), Кентербери (Новая Зеландия), Брауновского университета (США) и др.
Член редколлегии журнала «Известия вузов. Химия и химическая технология», приглашенный редактор журнала «International Journal of Molecular Science».
Автор более 300 статей в рецензируемых научных журналах, 5 монографий и 2 авторских свидетельств.
Им подготовлено 5 докторов наук и 20 кандидатов наук.
Является членом диссертационных советов в ИГХТУ и ИХР РАН.

## Награды[7]
- Почетный работник высшего профессионального образования Российской Федерации (2002)
- Заслуженный работник высшей школы Российской Федерации (2008)
- Иностранный член Норвежской академии наук (2008)
- Лауреат Международной премии имени Б. Мез-Штарк за выдающийся вклад в структурную химию и молекулярную спектроскопию высокого разрешения (2011)

## Семья
- Жена – Нина Ивановна Гиричева (Глазкова) (род. 1947) - доктор химических наук, профессор, ведущий научный сотрудник НИИ наноматериалов ИвГУ;
- Дети:
  - Антон (род. 1970) – кандидат химических наук, бизнес-аналитик;
  - Егор (род. 1975) – кандидат химических наук, IT-специалист.

## Избранная библиография
- Ищенко, А. А., Гиричев, Г. В., Тарасов, Ю. И. Дифракция электронов: структура и динамика свободных молекул и конденсированного состояния вещества. – М.:ФИЗМАТЛИТ, 2012. – 616 с.
- Giricheva, N. I., Girichev, G. V. Molecular structure of niobium tetra- and oxytrihalides. J. Mol. Struct. 1999. т. 484. №. 1–3. с. 1-9.
- Гиричев, Г. В., Шлыков, С. А., Ревичев, Ю. Ф. Аппаратура для исследования структуры молекул валентно-ненасыщенных соединений. ПТЭ. 1986. т. 29. №. 4. с. 167-169.
- G.V. Girichev, N.V. Tverdova, N.I. Giricheva, S.A. Shlykov. The molecular species in saturated and overheated vapors of Sc(acac)3: A first structural study of bis-acetylacetonate scandium Sc(acac)2 radical. Chemical Physics Letters 806 (2022) 139989
- Georgiy V. Girichev, Nina I. Giricheva, Alexey E. Khochenkov, Valery V. Sliznev, Natalya V. Belova, and Norbert W. Mitzel.  Chemistry A European Journal, V.27, Issue3, 2021, P.1103-1112.
- Raphael J. F. Berger, Georgiy V. Girichev, Nina I. Giricheva, Arseniy A. Otlyotov and Angelika A. Petrova. Ligand Coordination in Bis(β-diketonato) d Metals: The Mn(II) Case of D2h versus D2d Symmetry. Inorg. Chem. 2019, 58, 7, 4344–4349.
- Georgiy V. Girichev, Nina I. Giricheva, Oleg A. Golubchikov, Yuriy V. Mimenkov, Alexander S. Semeikin, Sergey A. Shlykov. Octamethylporphyrin copper, C28H28N4Cu – A first experimental structure determination of porphyrins in gas phase. Journal of Molecular Structure 978 (2010) 163–169.